# Asthenes palpebralis
Asthenes palpebralis là một loài chim trong họ Furnariidae.